# 석수철
석수철(昔守澈, 1973년 4월 25일 ~ )은 전 KBO 리그 쌍방울 레이더스의 내야수이자, 현 군산상업고등학교의 감독이다. 본관은 경주이다.

## 선수 시절

### 쌍방울 레이더스시절
1996년에 입단하였다.

## 야구선수 은퇴 후
1999년부터 성균관대학교 야구부의 코치로 활동했다.

## 출신 학교
- 군산중앙초등학교
- 군산중학교
- 군산상업고등학교
- 성균관대학교 유학과